# Guglielmo di Moerbeke
Guglielmo di Moerbeke, nome italianizzato di Willem van Moerbeke (Moerbeke, 1215 – 1286 circa), è stato un arcivescovo cattolico e traduttore fiammingo.

## Biografia
Nato a Moerbeke, divenne domenicano probabilmente nel convento di Lovanio. Studiò a Parigi e a Colonia. Soggiornò in Grecia e viaggiò in Asia Minore. Nel 1260 fu a Nicea e a Tebe, quindi trascorse molti anni in Italia, dove collaborò con Campano da Novara, Witelo e altri intellettuali attivi alla corte papale di Viterbo. Presso la curia di Viterbo e di Orvieto ebbe l'incarico di penitenziere ed è Cappellano di Sua Santità sotto Urbano IV e Clemente IV. Nel 1272 Gregorio X gli affidò legazioni diplomatiche.
Nel 1274 partecipò al Concilio di Lione e nel 1278 venne eletto arcivescovo di Corinto, carica che ricoprì fino alla morte (anche in quegli anni, comunque, sono documentate delle sue presenze in Italia).
Uomo di grande cultura filosofica e scientifica e profondo conoscitore della lingua greca in un'epoca in cui questa lingua era poco nota nel mondo latino, e del tutto ignota nella curia di Roma, con le sue traduzioni dal greco in latino dette un contributo essenziale alla cultura europea del suo tempo.

## Le traduzioni
Fu in contatto con molti scienziati dell'epoca, come i già citati Witelo e Campano, Enrico Bate e Rosello di Arezzo. In particolare, secondo alcuni collaborò con Tommaso d'Aquino, da cui ebbe l'incarico di redigere o di correggere la traduzione di molte opere aristoteliche. Tale evento, secondo altri, è invece destituito di fondamento, anche se è certo che Tommaso fu il primo autore importante ad utilizzare l'opera di Guglielmo. Guglielmo, infatti, tradusse anche il filosofo pagano e neoplatonico Proclo e di Giovanni Filopono.
Di Aristotele l'Europa latina aveva sempre conosciuto le Categorie e il De interpretatione, attraverso le traduzioni di Boezio. Nel XII secolo erano poi state effettuate traduzioni di seconda o terza mano (attraverso il siriaco e l'arabo) di altre opere, ma grazie a Guglielmo si ebbero traduzioni attendibili, basate direttamente sul testo greco, tra l'altro, di tutte le opere logiche comprese nell'Organon, della Fisica, della Metafisica, della Politica, del De generatione animalium, del De partibus animalium, del De caelo e del De mundo (con il relativo commento di Alessandro di Afrodisia), dei Meteorologica (con il commento di Alessandro): si trattò di un evento di grande rilievo, che influenzò profondamente sia il pensiero di Tommaso d'Aquino sia gli sviluppi culturali successivi.
Tradusse anche numerose opere di Archimede allora disponibili e opere di medicina (come il De virtutibus alimentorum di Galeno, traduzione conclusa a Viterbo, presso la curia papale, nell'ottobre del 1277). Tradusse inoltre un'opera il cui titolo latino, De aquarum conductibus et ingeniis erigendis, ci è stato tramandato da Tommaso d'Aquino; si è ipotizzato che potesse trattarsi della Pneumatica di Erone di Alessandria.
Tradusse anche commentari di Eutocio: un lavoro che, per la difficoltà dei testi, avrà conseguenze meno immediate ma alla lunga di grande peso sugli sviluppi scientifici europei. Tradusse infine anche scritti di Proclo, tra cui l'Elementatio Theologica (1268), e rivelò in Proclo stesso la fonte neoplatonica del Liber de causis, fino ad allora erroneamente attribuito ad Aristotele.

## Genealogia episcopale
La genealogia episcopale è:
- Papa Niccolò III
- Arcivescovo Guglielmo di Moerbeke